# Brachymenium chilense
Brachymenium chilense är en bladmossart som beskrevs av Harumi Ochi och Mahu 1988. Brachymenium chilense ingår i släktet Brachymenium och familjen Bryaceae. Inga underarter finns listade i Catalogue of Life.